# Phyllanthus macranthus
Phyllanthus macranthus är en emblikaväxtart som beskrevs av Ferdinand Albin Pax. Phyllanthus macranthus ingår i släktet Phyllanthus och familjen emblikaväxter.

## Underarter
Arten delas in i följande underarter:
- P. m. gilletii
- P. m. macranthus